# Tatort: Spielverderber (2015)
Spielverderber ist ein Fernsehfilm aus der Kriminalreihe Tatort von ARD, SRF und ORF. Der Film wurde für den NDR produziert und am 22. November 2015 erstmals im Fernsehen ausgestrahlt. Es handelt sich um die 963. Tatort-Folge. Kriminalhauptkommissarin Charlotte Lindholm ermittelt in ihrem 23. Fall.

## Handlung
Der Bundeswehrpilot Jan Körner findet in seinem Wochenendhaus im Harz die Leiche seiner von ihm getrennt lebenden Ehefrau Lore Körner. Sie wurde brutal erschlagen. Kriminalhauptkommissarin Charlotte Lindholm nimmt die Ermittlungen auf. Körner kann der Kommissarin bei der Suche nach dem Täter nicht wirklich helfen. Ob, und wenn ja, wen seine Frau zum möglichen neuen Freund hatte, weiß er angeblich nicht. Was aber nicht stimmt. Körner geht davon aus, dass Paul Goebel für den Tod seiner Frau verantwortlich ist und versucht, ihn auf eigene Faust zu finden.
Kommissarin Lindholm erfährt von der Nachbarin der Ermordeten, dass diese häufig Männerbesuch hatte, weshalb auch die Ehe der Körners zerbrochen ist. Zuletzt war sie mit Paul Goebel liiert, einem Kameraden ihres Mannes, der im selben Haus wohnt und dessen Frau schwanger sein soll. Er selbst ist derzeit unterwegs und kann deshalb nicht befragt werden.
Jan Körner lauert Goebel auf, nachdem dieser seine Wohnung aufgesucht hatte. Er verfolgt ihn mit dem Auto und stoppt ihn. Nach einem Zweikampf der beiden ist Goebel verschwunden. Die Polizei findet nur noch seinen verlassenen Wagen an der Landstraße. Lindholm kann indessen den Bundeswehrsoldaten Lutz Steinmann stellen, als dieser in Lore Körners Wochenendhaus eindringt. Auch er gehörte zu ihren wechselnden Bekanntschaften und gibt an, die Beziehung bereits vor einem halben Jahr beendet zu haben. Bei der Überprüfung seines Alibis ergeben sich Ungereimtheiten. Diese lösen sich jedoch auf, als er zugibt mit Freunden gezockt zu haben, was seine Frau nicht erfahren sollte.
Am nächsten Tag wird Jan Körner aufgegriffen und auch Goebel schwer verletzt wiedergefunden. Aus freien Stücken gesteht er Lindholm, Lore Körner erschlagen zu haben, nachdem sie in Streit geraten seien. Bei der Schilderung des Tathergangs gibt es Unstimmigkeiten und so vermutet die Kommissarin, dass er den wahren Täter schützen will. Da Lindholm in Erfahrung bringen konnte, dass Kristin Goebel eine Fehlgeburt erlitten hat, ihr gegenüber aber behauptet hatte schwanger zu sein, erscheint ihr die Frau dringend tatverdächtig zu sein. Kristin Goebel selbst ist im Einsatz, denn auch sie arbeitet bei der Luftwaffe. Lindholm erhält allerdings keinen Haftbefehl gegen sie, weil der Staatsanwalt die Auffassung der Kommissarin nicht teilt. Kurzerhand sucht sie Goebel an ihrem derzeitigen Stützpunkt auf, wo sie mit einem Bundeswehrflugzeug hingebracht wird. Reumütig berichtet Kristin Goebel Lindholm von den Geschehnissen das Abends. Durch einen Dienstausfall sei sie früher nach Hause gefahren und hätte auf dem Weg ihren Mann mit Lore Körner gesehen. Sie sei ihnen hinterhergefahren, um sie zur Rede zu stellen. Die Situation sei eskaliert und sie hätte auf beide wild eingeschlagen. Ihr Mann sei daraufhin weggerannt.
Bereitwillig lässt sich Kristin Goebel zum Flugzeug begleiten, das sie wieder zur Dienststelle zurückbringen soll. Auf dem Flug dorthin öffnet Goebel plötzlich die Flugzeugtür und springt in die Tiefe.

## Produktionsnotizen
Die Folge 194 mit Erstausstrahlung am 8. Juni 1987 trägt ebenfalls den Titel Spielverderber.
Der Film wurde vom 22. Mai 2015 bis 26. Juni 2015 auf dem Fliegerhorst Wunstorf, auf dem Fliegerhorst Hohn bei Rendsburg, drei Drehtage bei der Flugbereitschaft des Bundesministeriums der Verteidigung am militärischen Teil des Flughafens Berlin-Tegel und auf Sardinien gedreht. Bei den Dreharbeiten wirkte Personal der Bundeswehr mit, beispielsweise übernahm ein Hauptgefreiter die Rolle des Schichtleiters in der Küche des Stützpunktes.
Ursprünglich sollte am 22. November 2015 der Fall Der große Schmerz ausgestrahlt werden. Aufgrund der Terroranschläge am 13. November 2015 in Paris wurde die Ausstrahlung jedoch verschoben und stattdessen die Folge Spielverderber gesendet, die nach ursprünglicher Planung erst im Jahr 2016 hätte gesendet werden sollen.
Kai Diekmann, Herausgeber der Bild, ist in einer Statistenrolle auf einem Obduktionstisch mit geöffneter Bauchdecke liegend zu sehen.

## Rezeption

### Einschaltquoten
Die Erstausstrahlung von Spielverderber am 22. November 2015 wurde in Deutschland von 10,55 Millionen Zuschauern gesehen und erreichte einen Marktanteil von 28,8 % für Das Erste. Damit gehörte sie zu den 20 meistgesehenen Fernsehsendungen des Jahres 2015.
In Österreich wurden 653.000 Zuschauer erreicht und damit eine durchschnittliche Reichweite von 9 % sowie ein Marktanteil von 21 % erzielt.
In der Schweiz verfolgten 410.000 Zuschauer im Alter von über drei Jahren die Erstausstrahlung der Folge und bescherten ihr dadurch einen Marktanteil von 18,9 %. In der Gruppe der 15- bis 59-jährigen Zuschauer wurden 225.000 Zuschauer gezählt sowie ein Marktanteil von 16,8 % gemessen.

### Kritiken
„Der eher leise Fall“ sei ein „klasse gespielter Krimi in Tarn- und Primärfarben“, urteilte die Redaktion von TV Today. Er sei „unterhaltsam“ und schildere „sensibel und glaubwürdig das militärische Milieu“. „Die mitunter auf Grundfarben reduzierte Optik“ wurde neben der Darstellung von Daniel Zimmermann gelobt. Die Redaktion vergab zwei von drei möglichen Punkten.

„Im Grunde genommen aber interessieren den Regisseur weniger die politischen Rahmenbedingungen als deren soziale Folgen für die kleine abgeschottete Welt der Flieger und ihres Anhangs. […] Streckenweise schnurrt und schlurrt die Geschichte vor sich hin, in einer sehr blutigen Szene in der Gerichtsmedizin sieht man Kai Diekmann als Leiche mit geöffneter Bauchdecke auf dem Obduktionstisch liegen. Manchmal weiß man nicht so recht, wo die Geschichte eigentlich hinwill.“

„Wie vielfach angekündigt, spielt der Bild-Chef eine ausgeweidete Leiche, thematisch durchaus passend sieht er unterhalb der Brustwarzen so aus, als wäre er in ein gewaltiges Waffeleisen geraten. Kai Diekmann ohne Herz und eine Frau ohne Hose sind die Highlights eines Tatorts, den man vergessen kann.“